# 哲學碩士

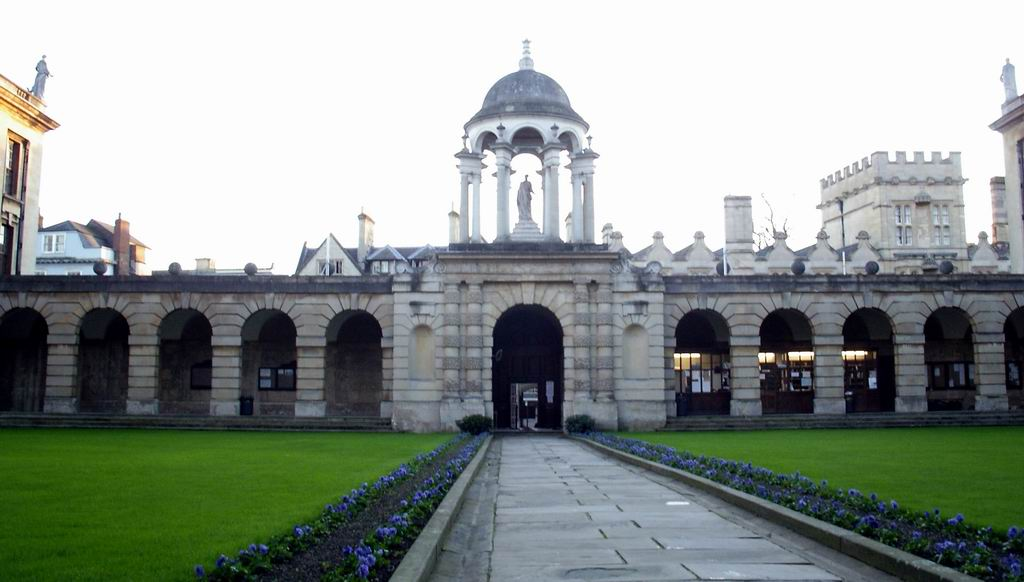
牛津大學王后學院

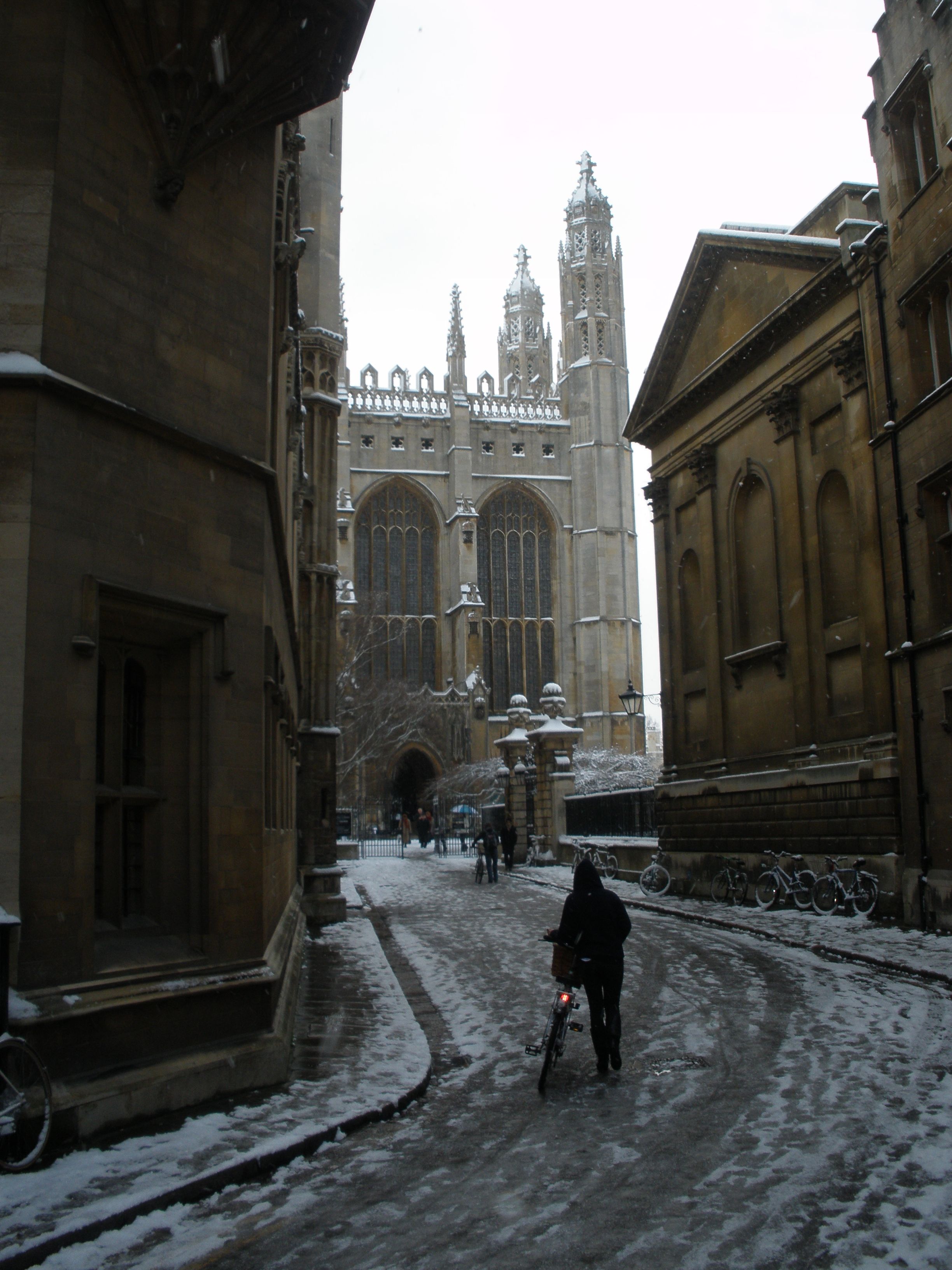
劍橋大學國王學院.

哲學碩士（拉丁文：Magister Philosophiae 或 Philosophiae Magister，英語：Master of Philosophy，簡稱 M.Phil.、MPhil 或 Ph.M.、PhM，又譯 研究碩士、中等博士、副博士）是一種流行于英国和爱尔兰的研究型碩士學位。牛津大學、劍橋大學和都柏林大學等高等學府都有頒發這種學位。一般來說，課程要求學生完成課堂、研究、考試、論文和答辯才可以頒授相關學位，是一個僅次於哲學博士或工程博士、高于修课型硕士的學位，與楊绛所翻譯成「副博士」的“文学学士(BLitt)”（后牛津大学将其改为MLitt）學位同等，卻與俄國的副博士有所不同，其地位類近其他大學的哲學碩士或欧洲大陆国家的Licentiate学位，又高於文學碩士和理學碩士。在牛津大學，這個課程的合格率相對低，卻是不少哲學博士候選人的先修課程。
需要特別留意的是，在牛津大學和劍橋大學（牛劍），研究碩士和哲學碩士對比文學碩士具有顯著差別。在牛劍，文學碩士並不是一個研究生學位，而是本科生在入學一段比較長的時間後，就可以獲得追授的虛銜。相反，研究碩士和哲學碩士則需要完成課堂、研究、考試、論文和答辯等一系列的高淘汰率而具備創新性的研究進修過程才能獲得相關學位。